# رخصة القيادة في هولندا
في هولندا، يمكن الحصول على رخصة قيادة سيارة (رخصة B) من سن 17. ومع ذلك، يجب أن تكون تحت إشراف السائقين من قبل الكبار، الذي هو 27 سنة على الأقل، حتى بلوغ سن 18. إذا تم ارتكاب مخالفتين جسيمتين في غضون خمس سنوات من إصدار الترخيص لسائق جديد، فسيتم إلغاء ترخيص حامله ويجب عليه اجتياز الاختبار مرة أخرى لاستعادة الترخيص.
تشمل الجرائم:
- عدم اعطاء مسافة للسيارات التي امامها فيحدث تصادم في حال توقف السيارة
- تجاوز السرعة المحددة بما لا يقل عن 30 كم / ساعة
- القيادة تحت تأثير الكحول ( نسبة الكحول في الدم 0.2 لكل ميل أو أعلى)
- التسبب في الوفاة أو الإصابة نتيجة القيادة الخطرة

يمكن قيادة الدراجة البخارية من قبل الأشخاص الذين تبلغ أعمارهم 16 عاماً أو أكثر والذين لديهم رخصة دراجة بخارية (فئة AM). منذ 1 مارس 2010، يتعين على كل سائق اجتياز امتحان عملي بالإضافة إلى امتحان نظري. يُسمح لحاملي تراخيص الفئة أ أو ب بقيادة الدراجة بدون أي مستندات أو اختبارات إضافية.
اعتبارًا من 1 يوليو 2015، يلزم الحصول على رخصة قيادة للجرار المعين بـ T. يمكن الحصول على هذا الترخيص من سن 16 عاماً. يمكن للأشخاص الحاصلين على رخصة قيادة للسيارات (ب) التي تم الحصول عليها في 1 يوليو 2015 أو قبله قيادة جرار بدون اختبارات إضافية.

## الحصول على رخصة القيادة
هناك بعض الخطوات التي يجب على المرء اتباعها للحصول على ترخيص. على المرء أن يذهب إلى مدرسة لتعليم القيادة ( rijschool ) والبدء في تعلم كيفية القيادة. يوجد أيضاً امتحان نظري إلزامي في CBR ( Centraal Bureau Rijvaardigheidsbewijzen ). تعتبر الدراجات في هولندا جزءًا مهمًا جدًا من الاختبار. راكبو الدراجات في كل مكان والسيارات بحاجة إلى الخضوع لهم كثيراً. عدم الاستسلام لراكب دراجة أثناء الاختبار يعني أنك فشلت تلقائياً. يمكن للمرء أيضًا إجراء الاختبار في مركبة آلية، مما يعني أنه لا يُسمح له إلا بقيادة مركبة آلية (الرمز 78) لا يوجد حد أدنى قانوني لعدد الدروس الواجب أخذها.
عندما يجتاز المتعلم امتحانه النظري، يمكنه طلب TTT ( TussenTijdse Toets ). هذا اختبار متوسط يحتاج فيه المتعلم إلى إجراء مناورتين خاصتين. إذا أكملوا هذه بنجاح ، فسيتم إعفاؤهم من تلك المناورات في الاختبار العملي النهائي. المناورات تشمل:
- موقف سيارات
- التوقف ( stopopdracht )، أي التوقف خلف مركبة والقيادة بعيداً
- تحول

يمكن للمتعلم الذي اجتاز الاختبار النظري أن يخضع للاختبار العملي ، بشرط أن يكون CBR قد قرر أن المتعلم مؤهل. على المرء أن يملأ EV ( Eigen Verklaring ): قائمة بأحد عشر سؤالاً حول الصحة العامة (على سبيل المثال، «هل سبق لك أن عولجت من مرض عقلي أو هل لديك مرض السكري؟» ) يغطي الامتحان العملي كل ما كان يجب تعلمه: النظر في المرآة الداخلية، ثم المرآة الجانبية ثم فوق كتف الشخص عند كل منعطف (مرتين في كل دورة)، والقيادة على الطريق السريع وفيه، ومعرفة ما يوجد تحته. غطاء المحرك، ما تعنيه كل المصابيح الموجودة على لوحة القيادة، إلخ.
بعد اجتياز الامتحان، يتعين على المرء الذهاب إلى البلدية / مجلس المدينة مع صورة جواز سفر معتمد، بعد بضعة أيام، يمكن الحصول على الترخيص. عندما يكمل الشاب البالغ من العمر 17 عاماً الاختبار العملي، فإنه يحتاج أيضاً إلى اجتياز  للحصول على ترخيصهم. تتضمن البطاقة اسم السائق واسم (أسماء) المشرفين: يمكن الإشراف فقط على المشرفين المذكورين في البطاقة.